# Tuerie de l’école no 20 de Gîsca
 (février 2023).
Si vous disposez d'ouvrages ou d'articles de référence ou si vous connaissez des sites web de qualité traitant du thème abordé ici, merci de compléter l'article en donnant les références utiles à sa vérifiabilité et en les liant à la section « Notes et références ».
L'attentat de l’école no 20 de Gîsca est une tuerie en milieu scolaire qui s'est déroulée le 4 avril 1950 dans le village moldave de Gîsca près de Bender. Ce jour-là, Vladimir Georguievitch Tatarnikov, un enseignant âgé de 29 ans au moment des faits, se rend à l'école où il travaille. Une fois à l'intérieur, il fait exploser une bombe artisanale, causant la mort de 24 personnes au total, dont 21 écoliers, une enseignante qui était également son ancienne compagne, le directeur de l'établissement et l'auteur lui-même.
Malgré la gravité de l'incident, les autorités soviétiques ont décidé que la tragédie ne pouvait être révélée, notamment car les explosifs avaient été obtenus par les militaires de la DOSARM, ce qui aurait pu faire l’objet de publicité politique négative,.

## Auteur

### Biographie
Vladimir Georgievich Tatarnikov est né le 25 juillet 1920 à Touloun, dans l'Oblast d'Irkoutsk. Il grandit dans un orphelinat pendant une majorité de son enfance et de son adolescence. À l'âge de 20 ans, en avril 1940, il est enrôlé dans l’Armée rouge et sert à Kyzyl où il atteindra le grade d’officier. Également, il combattra sur le front de la Seconde Guerre mondiale en tant que sous-lieutenant de la 3e division de fusiliers motorisés de la Garde.
À l’automne 1949, Tatarnikov arrive en RSS de Moldavie à la recherche de travail. En septembre 1949, il fait son arrivée dans la ville transnistrienne de Bender, où le 15 septembre, il fait la rencontre du chef de la Société volontaire pour la promotion de l’armée (DOSARM). Il obtient un emploi de professeur de formation militaire initiale à l'école no 20 de Gîsca, située à cinq kilomètres de Bender. En faisant connaissance avec l’équipe éducative de l'école, le regard de Tatarnikov est attiré par Natalia Donich, professeure de russe, de français et de littérature qui vivait dans le village avec sa mère et son fils de neuf ans, Misha.
Vladimir courtise Natalia, puis le couple emménage ensemble. L’enseignante commence à remarquer des comportements violents de la part de Tatarnikov. En effet, en raison de sa nature insociable et de sa profonde jalousie, Vladimir menace Natalia de violence physique. Après s'être réveillée au milieu de la nuit et avoir vu Vladimir avec une hache dans les mains, debout près de son lit, Natalia décide de le quitter.

### Préparatifs
En tant qu'instructeur DOSARM, Tatarnikov participe au déminage de nombreuses bombes laissées à l'abandon au cours de la Seconde Guerre mondiale, dans les environs de Bender.
Les bombes désamorcées étaient transportées au siège de la DOSARM, puis stockées dans des entrepôts. Dans un de ceux-ci, Tatarnikov laisse une lettre, dans laquelle il demande aux représentants de l'administration locale de ne blâmer personne pour ce qui allait se passer, et où il admet avoir volé 12 kg d'explosifs stockés par la DOSARM.

« Ne blâmez personne pour ce qui s'est passé, j'ai pris 12 kilogrammes d'explosif dans l'entrepôt[réf. nécessaire]. »

Deux jours avant la tragédie, le dimanche 2 avril 1950, l'instructeur a organisé une fête à son domicile où il a invité plusieurs collègues, connaissances et voisins, ainsi que son ancienne compagne Natalia Donich. Beaucoup pensent qu'il avait l'intention de tuer l'enseignante ce jour-là, mais celle-ci ne s'est pas présentée. Tard dans la nuit, alors que de nombreux invités étaient déjà partis, Tatarnikov, accompagné de plusieurs amis, est venu à la maison où vivait Donich, a frappé à sa porte, a fait du bruit, mais elle n'a jamais ouvert.
Le 3 avril, l'instructeur militaire a organisé une nouvelle fête, bien que dans un cercle plus restreint : l'instructeur, un collègue et une autre personne, a bu en compagnie de deux filles et, le soir, a également tenté en vain de rencontrer son ancienne amante Natalia Donich.

## Déroulement
Le 4 avril 1950, tôt le matin, Vladimir Georguievitch Tatarnikov s'est rendu a l'appartement de son ancienne compagne Natalia Donich, pensant qu'elle était chez elle, mais il ne trouva que la mère de Donich et ses trois enfants. Il  emportait avec lui un sac contenant quelque chose de lourd. En chemin vers l'école, il est allé au bureau de poste et a jeté quelques lettres dans la boîte aux lettres, qui furent ultérieurement saisies. À sa femme, restée à Kazan, il écrivit : 

« Adieu, chère Anya. Je me suicide. Vous en connaissez la raison. Dites bonjour à votre fils Tola[réf. nécessaire]. »

Arrivé à l'école, Tatarnikov est remarqué par un concierge de l'école, qui lui demande ce qu’il y avait à l’intérieur de son sac. L'enseignant a expliqué qu'il s'agit d'un : « cadeau pour Natalia » et, sans délai, a marché le long du couloir de l’école jusqu’à la classe de Natalia Donich. Pendant une leçon de russe, alors que l'enseignante était assise sur le rebord de la fenêtre, l’ancien militaire est entré rapidement dans la salle de classe avec la mèche des dynamite déjà allumée, attrapant les explosifs.
Tatarnikov a crié aux enfants de partir, et s’est ensuite approché de l’enseignante stupéfaite, l'a embrassé et l’a attrapée pour qu’elle ne puisse pas s’échapper. Selon les souvenirs des enfants survivants, elle n’a réussi qu’à crier : « Maman ! ». Malgré l'ordre de Tatarnikov, la dynamite a explosé quelques secondes seulement après son appel à fuir : certains des élèves de cinquième année n’ont tout simplement pas eu le temps de réaliser ce qui se passait et de quitter l’école. Le reste des élèves ne savait même pas ce qui se passait derrière le mur, et sont restés dans leurs salles de classe. Les autorités soviétiques de Gîsca ont donc déduit que la seule cible de Tatarnikov était Natalia Donich, et qu’il ne cherchait pas à tuer quelqu’un d’autre.
Les habitants du village ont effectué des recherches dans les décombres de l'école afin d'extraire les vivants et les corps des morts. Les corps ont été empilés aux portes de l’école, et les victimes ont été chargées dans des voitures et emmenées à Tiraspol et Bender dans des hôpitaux et des hôpitaux militaires. À la suite de l'attentat-suicide de Tatarnikov, 24 personnes sont mortes, lui-même, l’enseignante Natalia Donich, le directeur Nikolai Danilov et 21 enfants.

## Conséquences

### Enquête et couverture médiatique
Pour enquêter sur l'attaque terroriste de Gîsca, une commission spéciale a été créée, qui comprenait Nikolai Shchelokov et Konstantin Tchernenko, futur chef du ministère de l'Intérieur de l'URSS et secrétaire général du Comité central du PCUS. Au cours de l'enquête assez détaillée des investigateur soviétique, qui a duré environ une semaine, les principaux coupables de l'incident ont été reconnus comme des employés du DOSARM. Ils ont été accusés d'avoir pris une décision indépendante, contournant l'ordre de neutraliser les explosifs trouvés.
Comme il était strictement interdit de faire connaître cet événement, les informations sur le nom des victimes et du coupable ont été classées comme confidentielles, aussi les renseignements concernant la tragédie n'ont pratiquement pas dépassé le village de Gîsca. Pas un mot n'a été dit sur l'explosion dans les journaux ou à la radio. L'école détruite a été rapidement démantelée et une nouvelle a été construite sur une autre parcelle, la nouvelle école fonctionne jusqu'en 1992, date à laquelle elle est détruite pendant la guerre de Transnistrie.